# Erik Hellsborn
Lars Erik Hellsborn, född 21 maj 1984 i Varberg, är en svensk politiker (sverigedemokrat). Han är ordinarie riksdagsledamot sedan 2022, invald för Hallands läns valkrets.
I riksdagen är han tjänstgörande ersättare i skatteutskottet sedan 2023.